# Margareta von der Saale
Margareta von der Saale, född 1522, död 6 juli 1566 i Spangenberg, var en tysk hovdam och adelsdam, gift 1540 med lantgreve Filip den ädelmodige av Hessen-Kassel. Detta var tvegifte. 
Margareta var dotter till Anna av Miltitz och Hans von der Saale. Hon lärde känna den redan gifte lantgreven Filip då hon var 17 år; Filip levde vid denna tid separerad från sin maka Christina av Sachsen, som han dock formellt fortfarande var gift med. Filip önskade gifta sig med Margareta morganatiskt, eftersom han visste att han skulle förlora sitt anseende religiöst om han levde med henne utan att gifta sig med henne, men ville dock inte ta ut skilsmässa, då även det betraktades som syndigt.
Han sökte och fick reformatorn Martin Luthers stöd den 10 december 1539, då han skrev att mellan de två onda tingen skilsmässa och bigami, var bigami ändå bättre än skilsmässa. Ceremonin ägde rum den 4 mars 1540 i Rotenburgs slott i närvaro av Martin Bucer och Philipp Melanchthon. Margareta visade sig aldrig vid hovet i Kassel utan bodde i Wolkersdorf Bottendorf (Burgwald) i Frankenberg och senare i ett korsvirkeshus vid torget i Spangenberg. 
Barn: 
- Philipp (1541-1569)
- Hermann (1542-1568)
- Christoffel, Ernst (1543-1603)
- Margaret (1544-1608)
- Albrecht (1546-1569)
- Philipp Conrad (1547-1569)
- Moritz (1553-1575)
- Ernst (1554-1570)
- Anna (1557-1558)

Äktenskapet mellan Margareta och Filip ledde till en betydande försvagning av reformationen.